# Pseudo-Dionísio, o Areopagita
Pseudo-Dionísio, o Areopagita (ou Dionísio, o Pseudo-Areopagita), também simplesmente Pseudo-Dionísio, foi um autor, teólogo cristão e filósofo neoplatônico do final do século V ao início do século VI, que escreveu um conjunto de obras conhecido como Corpus Areopagiticum ou Corpus Dionysiacum. Elas exerceram, segundo os historiadores da filosofia e da arte, uma forte influência em toda a mística cristã ocidental na Idade Média. Na arte, sua teologia forneceu fundamentação à iconofilia bizantina e a diversos temas, e seus textos foram também muito lidos e admirados pelo Abade Suger de Saint-Denis, construtor do primeiro grande exemplar de arquitetura gótica: a Basílica de Saint-Denis.
O autor identifica-se pseudepigraficamente no corpus como "Dionísio", retratando-se como Dionísio, o Areopagita, o convertido ateniense do apóstolo Paulo mencionado em Atos 17:34. Mas provavelmente os textos foram escritos por um teólogo bizantino sírio do fim do século V ou início do século VI, originalmente em grego, depois traduzidos para o latim por João Escoto Erígena.
Até o século XVI, os textos tinham valor quase apostólico, já que Dionísio fora o primeiro discípulo de Paulo de Tarso. Nessa época surgiram as primeiras controvérsias acadêmicas a respeito da sua autenticidade. Argumentava-se que os textos continham marcada influência de Proclo, da escola neoplatônica de Atenas, e portanto não poderiam ser anteriores ao século V. Mas somente a partir do século XIX essa tese foi aceita e o autor desconhecido passou e ser chamado "Pseudo-Dionísio". Apesar disso, por sua linguagem poética e pela coerente exposição de ideias, o Corpus permanece considerado como expressão autêntica do neoplatonismo ateniense e da tradição mística cristã.

## Obra
O chamado Corpus Dionisyacum Areopagiticum é composto hoje por 4 livros, além de 10 epístolas, originalmente em grego e de estilo homogêneo. Foi copiado diversas vezes e amplamente circulado, chegando a uma editio princeps que reuniu manuscritos aleatórios e alguns corrompidos, até, enfim, à edição de Migne.
Os tratados restantes são:
- Dos Nomes Divinos (Περὶ θείων ὀνομάτων); em treze capítulos, o mais longo dos livros do Corpus, trata dos nomes atribuídos a Deus, nas Escrituras;
- Da Hierarquia Celestial (Περὶ τῆς οὐρανίου ἱεραρχίας); composto de quinze capítulos, trata das hierarquias de anjos, segundo um esquema semelhante à Theologia Platonica de Proclo, cristianizada;
- Da Hierarquia Eclesiástica (Περὶ τῆς ἐκκλησιαστικῆς ἱεραρχίας); com sete capítulos, descreve e interpreta alegoricamente a liturgia;
- Da Teologia Mística (Περὶ μυστικῆς θεολογίας), "uma obra breve, mas poderosa, que trata da teologia negativa ou apofática e na qual a teologia se torna explicitamente 'mística' pela primeira vez na história";[7]

Sete outras obras são mencionadas repetidamente por pseudo-Dionísio em suas obras sobreviventes, e presume-se que estejam perdidas ou sejam obras de ficção mencionadas pelo Areopagita como um artifício literário para dar a impressão aos seus leitores do século VI de envolvimento com os fragmentos sobreviventes de um corpus de escritos muito maior do primeiro século. Elas são:
- Esboços Teológicos (Θεολογικαὶ ὑποτυπώσεις),
- Teologia Simbólica (Συμβολικὴ θεολογία),
- Sobre Propriedades e Ordens Angélicas (Περὶ ἀγγελικῶν ἰδιοτήτων καὶ τάξεων),
- Sobre o Juízo Justo e Divino (Περὶ δικαίου καὶ θείου δικαστηρίου),
- Sobre a Alma (Περὶ ψυχῆς),
- Sobre Seres Inteligíveis e Sensíveis,[nota 1]
- Sobre os Hinos Divinos.[nota 2]

### Datação
Na tentativa de identificar uma data após a qual o corpus deve ter sido composto, várias características foram identificadas na escrita de Dionísio, embora as duas últimas estejam sujeitas a debate acadêmico.
- Em primeiro lugar, e com bastante certeza, é claro que Dionísio adotou muitas de suas ideias—incluindo às vezes passagens quase palavra por palavra—de Proclo, que morreu em 485, fornecendo assim pelo menos um limite inicial do final do século V para a datação de Dionísio.[10]
- Na Hierarquia Eclesiástica, Dionísio parece aludir duas vezes à recitação do Credo no decurso da liturgia (EH 3.2 e 3. III.7). Afirma-se frequentemente que Pedro de Antioquia determinou pela primeira vez a inclusão do Credo Niceno na liturgia em 476, fornecendo assim uma data mais antiga para a composição do Corpus. Bernard Capelle argumenta que é muito mais provável que Timóteo, patriarca de Constantinopla, tenha sido o responsável por essa inovação litúrgica, por volta de 515—sugerindo assim uma data posterior para o Corpus.[11]
- Muitas vezes é sugerido que, porque Dionísio parece evitar a linguagem cristológica divisiva, ele provavelmente estava escrevendo depois que o Henótico de Zenão estava em vigor, algum tempo após 482. Também é possível que Dionísio tenha evitado as fórmulas cristológicas tradicionais para preservar um ambiente apostólico geral para suas obras, e não por causa da influência do Henoticon. Além disso, dado que o Henoticon foi rescindido em 518, se Dionísio estava escrevendo depois dessa data, ele pode não ter se incomodado com essa política.[11]

Em termos da última data para a composição do Corpus, a mais antiga referência datável à escrita de Dionísio vem em 528, ano em que o tratado de Severo de Antioquia intitulado Adversus apologiam Juliani foi traduzido para o siríaco—embora seja possível que o tratado pode ter sido originalmente composto até nove anos antes.
Outra última data amplamente citada para a escrita de Dionísio vem em 532, quando, em um relatório sobre um colóquio realizado entre dois grupos (ortodoxos e monofisistas) debatendo os decretos do Concílio de Calcedônia, Severo de Antioquia e seus partidários monofisistas citaram a Quarta Epístola de Dionísio em defesa de seu ponto de vista. É possível que o próprio pseudo-Dionísio fosse um membro desse grupo, embora o debate continue sobre se seus escritos de fato revelam uma compreensão monofisista de Cristo. Parece provável que o escritor estivesse localizado na Síria, como revelado, por exemplo, pelos relatos dos ritos sacramentais que ele dá em Da Hierarquia Eclesiástica, que parecem apenas ter semelhança com os ritos siríacos.

### Autoria
No corpus o autor implícito apresenta-se como "Dionísio", retratando-se como a figura de Dionísio, o Areopagita, o convertido ateniense do apóstolo Paulo mencionado em Atos 17:34.
Várias lendas existiram em torno da figura de Dionísio, que se tornou emblemática da propagação do evangelho no mundo grego. Rapidamente surgiu uma tradição de que ele se tornou o primeiro bispo de Chipre ou de Milão, ou que foi o autor da Epístola aos Hebreus; de acordo com Eusébio, ele também foi considerado o primeiro bispo de Atenas. Portanto, não é surpreendente que o autor dessas obras tenha escolhido adotar o nome dessa figura brevemente mencionada.
A autoria do Corpus Dionisiano foi contestada desde o início, sendo longa a chamada "questão dionisiana"; Severo e seu grupo afirmaram sua datação apostólica, em grande parte porque parecia concordar com sua cristologia. Esta datação foi contestada por Hipácio de Éfeso, que conheceu o grupo monofisista durante o encontro de 532 com o imperador Justiniano I; Hipácio negou sua autenticidade com base no fato de que nenhum dos Padres ou Concílios jamais o citou ou se referiu a ele. Hipácio condenou-o junto com os textos apolinários, distribuídos durante a controvérsia nestoriana sob os nomes do Papa Júlio e Atanásio, que os monofisitas inseriram como evidência de apoio à sua posição.
A primeira defesa de sua autenticidade é realizada por João de Citópolis, cujo comentário, os Scholia (c. 540), sobre o Corpus Dionisiano constitui a primeira defesa de sua datação apostólica, onde ele argumenta especificamente que a obra não é apolinariana nem uma falsificação, provavelmente em resposta tanto a monofisitas quanto a Hipácio—embora até ele, dadas suas citações não atribuídas de Plotino ao interpretar Dionísio, poderia ter sabido melhor. A autenticidade de Dionísio é criticada mais tarde no final do século, e defendida por Teodoro de Raithu; e no século VII, é considerada como demonstrada, afirmada por Máximo, o Confessor e pelo Concílio de Latrão de 649. Daquele ponto até o Renascimento, a autoria foi menos questionada, embora Tomás de Aquino, Pedro Abelardo e Nicolau de Cusa tenham expressado suspeitas sobre sua autenticidade; suas preocupações eram geralmente ignoradas.
O humanista florentino Lorenzo Valla (falecido em 1457), em seus comentários de 1457 sobre o Novo Testamento, fez muito para estabelecer que o autor do Corpus Areopagiticum não poderia ter sido um convertido de São Paulo, embora não tenha conseguido identificar o verdadeiro autor histórico. William Grocyn seguiu as linhas de crítica textual de Valla, e o ponto de vista crítico de Valla sobre a autoria do altamente influente Corpus foi aceito e divulgado por Erasmo de 1504 em diante, pelo qual ele foi criticado por teólogos católicos. Na disputa de Leipzig com Martinho Lutero, em 1519, Johann Eck usou o Corpus, especificamente a Hierarquia Angélica, como argumento para a origem apostólica da supremacia papal.
Durante o século XIX, os católicos modernistas também passaram a aceitar que o autor deve ter vivido depois da época de Proclo. O autor tornou-se conhecido como "Pseudo-Dionísio, o Areopagita" somente após o trabalho filológico de J. Stiglmayr e H. Koch, cujos artigos, publicados independentemente em 1895, demonstraram a total dependência do Corpus de Proclus. Ambos mostraram que Dionísio havia usado, em seu tratado sobre o mal no capítulo 4 de Os Nomes Divinos, o De malorum subsistentia de Proclus.
A identidade de Dionísio ainda é contestada. Corrigan e Harrington acham que Pseudo-Dionísio é mais provavelmente

"um pupilo de Proclo, talvez de origem Síria, que sabia o suficiente sobre o platonismo e a tradição cristã para transformar ambos. Como Proclo morreu em 485, e como a primeira citação clara das obras de Dionísio é de Severo de Antioquia entre 518 e 528, podemos colocar a autoria de Dionísio entre 485 e 518-28."
Ronald Hathaway fornece uma tabela listando a maioria das principais identificações de Dionísio: por exemplo, Amônio Sacas, Papa Dionísio de Alexandria, Pedro de Antioquia, Dionísio, o Escolástico, Severo de Antioquia, Sérgio de Resena, cristãos não identificados seguidores de vários figuras, seja desde Orígenes a Basílio de Cesareia, ou de Eutiques a Proclo.
No último meio século, Alexander Golitzin, o acadêmico georgiano Shalva Nutsubidze e o professor belga Ernest Honigmann propuseram identificar o pseudo-Dionísio, o Areopagita, com Pedro, o Ibérico. Uma identificação mais recente é com Damáscio, o último estudioso da Academia Neoplatônica de Atenas. Não há, portanto, nenhum consenso acadêmico atual sobre a questão da identificação de Pseudo-Dionísio.
A Enciclopédia de Filosofia de Stanford afirma:

Também deve ser reconhecido que "falsificação" é uma noção moderna. Como Plotino e os Padres Capadócios antes dele, Dionísio não afirma ser um inovador, mas sim um comunicador de uma tradição.
Outros estudiosos como Bart D. Ehrman discordam, por exemplo no livro Forged. Embora o Pseudo-Dionísio possa ser visto como um comunicador da tradição, ele também pode ser visto como um polemista, que tentou alterar a tradição neoplatônica de uma maneira nova para o mundo cristão que tornaria as noções de complicadas Hierarquias Divinas mais enfatizadas do que as noções de relação direta com a figura de Cristo como Mediador.
Pseudo-Dionísio atribuiu sua inspiração a uma figura que ele chama Hieroteu, apresentando-o como seu mestre espiritual e fonte dos ensinamentos místicos que buscava transmitir. Posteriormente, surgiu uma obra intitulada O Livro de Hieroteu sobre os mistérios ocultos da casa de Deus, escrita em siríaco e geralmente atribuída a um autor anônimo conhecido como Pseudo-Hieroteu. Alguns estudiosos identificam esse autor com o monge sírio "Estevão Bar Sudaili", ativo no século VI ou século VII, cuja teologia possui características místicas e, em certos pontos, panteístas. Contudo, é importante notar que o livro em questão não é o mesmo ao qual Dionísio se refere em seus escritos. Além disso, a hipótese de que o próprio Pseudo-Dionísio tenha sido o autor dessa obra siríaca é rejeitada pela maioria dos estudiosos, dada a divergência de estilo, conteúdo e contexto histórico. A tese mais aceita atualmente é que essas são obras de autores distintos, ligadas apenas por uma coincidência de nomes simbólicos.
As obras de Dionísio são místicas e apresentam forte influência neoplatônica. Por exemplo, ele usa a conhecida analogia de Plotino de um escultor cortando fora aquilo que não incrementa à imagem desejada, e mostra familiaridade com Proclo. Ele também mostra influência de Clemente de Alexandria, os Padres Capadócios, Orígenes e outros. Sua obra demonstra grande influência do origenismo e de Evágrio do Ponto, há estudiosos que encontram evidências de que Pseudo-Dionísio defendeu a doutrina da apocatástase, como em sua referência à sua obra perdida Esboços Teológicos.

### Teologia Mística
Segundo o Pseudo-Dionísio, Deus é melhor caracterizado e abordado por negações (teologia apofática) do que por afirmações (teologia catafática). Todos os nomes e representações teológicas devem ser negados. De acordo com o Pseudo-Dionísio, quando todos os nomes forem negados, seguir-se-á o "silêncio divino, a escuridão e o desconhecimento".

## Influência

### Cristianismo oriental
Seu pensamento foi inicialmente usado por miafisistas para apoiar partes de seus argumentos, mas seus escritos foram eventualmente adotados por outros teólogos da igreja, principalmente devido ao trabalho de João de Citópolis e Máximo, o Confessor, na produção de uma interpretação ortodoxa. Escrevendo no máximo uma única geração depois de Dionísio, talvez entre 537 e 543, João de Citópolis compôs um extenso conjunto (cerca de 600) de escólios (isto é, anotações marginais) às obras de Dionísio.
Estes, por sua vez, foram prefaciados por um longo prólogo no qual João expôs suas razões para comentar o corpus. Todos os manuscritos gregos do Corpus Areopagiticum que sobrevivem hoje derivam de um manuscrito do início do século VI contendo os Scholia e  Prólogo de João—ele teve uma enorme influência sobre como Dionísio era lido no mundo de língua grega.
Teólogos como João de Damasco e Germano I de Constantinopla também fizeram amplo uso dos escritos de Dionísio.
Os escritos dionisianos e seus ensinamentos místicos foram universalmente aceitos em todo o Oriente, entre calcedônios e não calcedônios. Gregório Palamas, por exemplo, referindo-se a esses escritos, chama o autor de "um observador infalível das coisas divinas".
Na teologia bizantina, foi muito utilizado por Miguel Pselo (século IX) e Nicolau de Metone (século XII). Este último inclusive tentou desmerecer a obra de Proclo como uma cópia inferior, argumentando com base na autoridade do Corpus Dionisiano.
O Corpus também está presente nas versões siríaca e armênia, a primeira das quais, por Sérgio de Resaina no início do século VI, serve como um terminus ante quem para a datação do grego original. 
Na Armênia, a obra de Pseudo-Dionísio era conhecida desde o século VII, encontra-se a primeira tradução do Corpus no século VIII, e o pensamento dionisiano foi bastante influente dos séculos X a XV.
Há traduções por árabes cristãos, que provavelmente circularem apenas entre eles. Como parte disso, todo o Corpus Dionisyacum existe traduzido em árabe por Ibn Sahquq de Emesa, provavelmente um melquita, no ano 1009, a partir do grego. Havia antes também traduções parciais, como de seções de Os Nomes Divinos por Ibrāhim b. Yūḥannā al-Anṭākī e do Hierarquia Celeste, no século IX ou X. Há ainda uma alegada paráfrase do século IX que pode ter sido utilizada por filósofos islâmicos, ou sugestões de que o tratado árabe Teologia de Aristóteles utilizou de conceitos de Pseudo-Dionísio, mas essas posições são contestadas, pois podem ser melhor explicáveis de outra forma como tendo recebido influências de outros autores. Entretanto, não se descarta a possibilidade de influências indiretas a partir de tradutores árabes cristãos, e há uma referência ao autor pelo historiador islâmico Almaçudi (século X), que menciona: "o livro de Dionísio, o Areopagita, sobre os mistérios [cristãos]".

### Cristianismo latino
A primeira notícia de Dionísio no Ocidente vem do Papa Gregório I, que provavelmente trouxe consigo um códice do Corpus Areopagitum ao retornar de sua missão como legado papal ao imperador em Constantinopla em c. 585. Gregório refere-se ocasionalmente em seus escritos a Dionísio, embora o grego de Gregório provavelmente não fosse adequado para se envolver totalmente com a obra de Dionísio. Nos séculos VII e VIII, Dionísio não era muito conhecido no Ocidente, exceto por algumas referências esparsas.
A verdadeira influência de Dionísio no Ocidente começou com o presente em 827 de uma cópia grega de suas obras pelo imperador bizantino Miguel II ao imperador carolíngio Luís, o Piedoso. O rei Luís, por sua vez, deu o manuscrito à Abadia de St. Denis perto de Paris onde, por volta de 838, as obras de Dionísio foram traduzidas para o latim pela primeira vez por Hilduíno, abade do mosteiro. Pode muito bem ter sido o próprio Hilduíno quem promoveu seu trabalho (e sua abadia) desenvolvendo a lenda (que seria amplamente aceita durante os séculos subsequentes), de que Dinis era a mesma pessoa que Dionísio, o Areopagita de Atos 17.34, e que ele havia viajado a Roma e depois foi comissionado pelo Papa para pregar na Gália, onde foi martirizado. A tradução de Hilduíno é quase ininteligível.
Cerca de vinte anos depois, um subsequente imperador carolíngio, Carlos, o Calvo, solicitou ao irlandês João Escoto Erígena que fizesse uma nova tradução. Ele a terminou em 862. Esta tradução em si não circulou amplamente nos séculos subsequentes. Além disso, embora as próprias obras de Erígena, como a Homilia sobre o Prólogo de São João, mostrem a influência das ideias dionisianas, essas obras não foram amplamente copiadas ou lidas nos séculos subsequentes. O monasticismo beneditino que formou o monasticismo padrão dos séculos VIII a XI, portanto, em geral prestou pouca atenção a Dionísio.
No século XII, maior uso gradualmente começou a ser feito de Dionísio entre várias tradições de pensamento. A partir desse momento, a historiografia dividiu duas amplas categorias de tendências interpretativas sobre o corpus de Pseudo-Dionísio: uma é o dionisianismo intelectual, fundado por Alberto Magno e seguido por dominicanos (por exemplo por Tomás de Aquino) e entre místicos da Renânia a partir de Mestre Eckhart; a outra vertente é o dionisianismo afetivo, iniciado por Hugo de São Vitor e sistematizado por Tomás Galo, a partir das obras deste último tornando-se a principal corrente ao longo da Idade Média tardia. Elas discutiam, com base na obra de Pseudo-Dionísio, qual faculdade da alma teria a prioridade na ocasião da visão beatífica, ou contemplação maior de Deus: se o intelecto ou o amor (afeto). Porém, apesar de essa taxonomia binária ter algum valor, ela é questionada por não refletir a grande variedade de influências dionisianas; há muitas subdivisões dentre ambas categorias, além de autores que as combinam.
Incluem-se como tradições de pensamento:
- Entre os beneditinos (especialmente na Abadia de Saint-Denis), um interesse maior começou a ser demonstrado por Dionísio. Por exemplo, um dos monges de Saint Denis, João Sarraceno, escreveu um comentário sobre A Hierarquia Celestial em 1140 e, em 1165, fez uma tradução da obra.[46] Além disso, Suger, abade de Saint-Denis de 1122 a 1151, baseou-se em temas dionisianos para explicar como a arquitetura de sua nova abadia 'gótica' ajudou a elevar a alma a Deus.[53]
- Entre os Cônegos Regulares. Hugo de São Vítor editou dois comentários sobre a Hierarquia Celestial entre 1125 e 1137, revisando-os posteriormente e combinando-os em um só. Ricardo de São Vitor estava familiarizado com Dionísio através de Hugo. Através destes, outros foram expostos ao pensamento dionisiano, incluindo Tomás Galo e Gilbert de la Porrée.[46]
- Na tradição cisterciense, parece que os primeiros escritores como Bernardo de Claraval, Guilherme de Saint-Thierry e Aelredo de Rievaulx não foram influenciados pelo pensamento dionisiano. Entre os cistercienses de segunda geração, Isaac de Stella mostra claramente a influência das ideias dionisianas.[46]
- É nas Escolas, porém, que o aumento da influência de Dionísio no século XII foi verdadeiramente significativo. Existem poucas referências a Dionísio na teologia escolástica durante os séculos X e XI. No início do século XII, porém, os mestres da escola da Catedral de Laon, especialmente Anselmo de Laon, introduziram trechos do Comentário sobre São João de John Scotus Eriugena nas Sentenças e na Glossa Ordinária . Dessa maneira, os conceitos dionisianos encontraram seu caminho na escrita de Peter Lombardo e outros.[46]
- Boaventura usa imagens e até citações diretas da Teologia Mística de Dionísio no último capítulo de sua famosa obra Itinerarium Mentis in Deum (A Jornada da Alma em Deus).[54]

Durante o século XIII, o franciscano Roberto Grosseteste deu uma importante contribuição ao publicar entre 1240 e 1243 uma tradução, com comentários, do corpus dionisiano. Logo depois, o dominicano Alberto Magno fez o mesmo. O corpus parisiense do século XIII forneceu um importante ponto de referência ao combinar a "Tradução Antiga" de João Escoto Erígena com a "Nova Tradução" de João Sarraceno, juntamente com glosas e escólios de Máximo, o Confessor, João de Citópolis e outros, bem como como os "Extratos" de Tomás Galo, e vários comentários como John Scotus Erígena, João Sarraceno e Hugo de São Vitor em A Hierarquia Celeste. Rapidamente se tornou comum fazer referência a Dionísio. Tomás de Aquino escreveu uma explicação para várias obras e o cita mais de 1700 vezes. Boaventura o chamou de "príncipe dos místicos".
Posteriormente, foi na área do misticismo que Dionísio, especialmente seu retrato da via negativa, foi particularmente influente. Nos séculos XIV e XV, seus temas fundamentais foram extremamente influentes em pensadores como Marguerite Porete, Meister Eckhart, Johannes Tauler, João de Ruusbroec, o autor de A Nuvem do Não Saber (que fez uma tradução expandida para o inglês médio da Teologia Mística de Dionísio), Jean Gerson, Nicolau de Cusa, Denis, o Cartuxo, Juliano de Norwich, Hendrik Herp e Catarina de Gênova ["O Elemento Místico da Religião conforme Estudado em Santa Catarina de Gênova e seus Amigos" (1908)]. Sua influência também pode ser rastreada no pensamento carmelita espanhol do século XVI entre Teresa de Ávila e João da Cruz.
Na Renascença, o humanista Ambrogio Traversari realizou uma nova tradução em latim em 1437. Em seguida Marsilio Ficino iniciou em 1490 uma outra versão da Teologia Mística e de Dos Nomes Divinos a partir do grego, publicadas em 1496 e por ele comentadas. Nelas, adicionou uma dimensão inovadora de misticismo cristão. Para ele, Dionísio se inseria na prisca theologia: os ensinamentos de Platão teriam sido restaurados com a vinda do Cristo e preservados por Paulo de Tarso, João Evangelista e Dionísio Areopagita, porém, devido a uma "calamidade na Igreja", a obra dionisiana teria sido ocultada; ela foi dotada, assim, do ensino esotérico que Dionísio teria herdado de Paulo de Tarso, e, segundo os comentários do humanista, revelaria os mistérios mais profundos de Platão. Nas palavras de Ficino, Dionísio era "o ponto culminante da disciplina platônica e a coluna da teologia cristã". Elogiando sua obra como sublime e sem igual devido a seus enigmas difíceis de serem penetrados pela mente e por sua poética, comparava-o ao deus Dioniso.

Na Reforma Protestante, foi notória a postura ambígua de Martinho Lutero em relação a Dionísio. O reformador parecia ora rejeitá-lo por inteiro, ora apreciá-lo, e famosa se tornou a passagem de “Do Cativeiro Babilônico da Igreja” (1520) em que diz:
"Desaprovo completamente que se dê tanto crédito a esse Dionísio, seja ele quem for, visto que praticamente não há nele nenhum conhecimento sólido. Tomemos, por exemplo, as invenções sobre os anjos em sua Hierarquia Celestial (um livro muito explorado por pessoas de temperamento curioso ou supersticioso). Com que autoridade ou razão, pergunto, ele prova isso? Se você ler e avaliar isso honestamente, não seriam todas essas coisas suas próprias reflexões oníricas? Por outro lado, em sua Teologia Mística (tão elogiada por alguns dos teólogos mais ignorantes), ele é extremamente perigoso, falando mais como um platônico do que como um cristão.”
Entretanto, noutras obras, não hesita em citar Dionísio como referência, como em seu comentário ao Salmo 18 contido nas preleções “Dictata super Psalterium” (1513–1515), no qual afirma:
"Por isso, o bem-aventurado Dionísio ensina que é preciso entrar na escuridão anagógica e ascender por meio das negações. Pois assim Deus está oculto e além da compreensão”.
Portanto, Lutero não rejeitou o pensamento dionisiano, mas, pelo contrário, sendo alguém que tanto citou Johann Tauler, Bernardo de Claraval e Boaventura, foi fortemente influenciado por Dionísio, sobretudo através dos místicos medievais alemães, como demonstram Piotr Malysz e Johannes Zachubber. Tal influência se mostra no fato de o reformador ter publicado o escrito místico “Theologia Germanica”, de inspiração claramente dionisiana, e num conceito-chave de seu pensamento, o Deus absconditus (Deus oculto/escondido), doutrina essencial da teologia negativa, esta que foi muito apreciada pelo reformador, o qual compartilhava com Dionísio e os demais místicos a crença na insuficiência da razão humana (filosofia e teologia positivas) para alcançar Deus. Suas críticas, portanto, não são contra a doutrina de Dionísio em si, mas seu “abuso” (na perspectiva de Lutero) por parte de seus oponentes, como João Eck, apologeta católico romano que citava os escritos de Dionísio em sua defesa do papado e da consideração da ordenação como sacramento e contra o qual o reformador debateu entre 1519 e 1520, e também os anabatistas, também adversários seus.

## Apócrifos
A influência de Pseudo-Dionísio também deu origem a uma literatura apócrifa posterior, que atribuía autoria ao alegado patriarca do Corpus Dionysiacum, em pseudepígrafe. Acadêmicos fazem referências a isso como corpo "pseudo-pseudo-dionisiano", ou de "Pseudo-Pseudo-Dionísio". Literatura assim é encontrada em latim, siríaco, árabe, copta, etíope, armênio, georgiano, grego e eslavônico, e esse tipo de corpus "Pseudo-Pseudo" ocorreu em grande parte como um fenômeno do século VII, em meio a polêmica anticalcedoniana na Síria. Um exemplo de um escrito pseudoepígrafo desse período que tenta se inserir no Corpus Dionysiacum para ter autoridade em uma agenda específica é uma "Epístola a Tito" pró-Filioque. Ocorre também uma carta forjada em latim na obra de Hilduíno (século IX), que a atribui a Pseudo-Dionísio, porém não encontrada em grego.

## Avaliação moderna
Uma "renovação dionisiana" ocorreu no início do século XX, tanto num contexto ocidental, na nouvelle théologie: um movimento católico ecumênico contra o estudo mandatório do rígido neoescolasticismo na Aeterni Patris, em que Pseudo-Dionísio recebeu atenção por Henri de Lubac e Hans Urs von Balthasar; e também como tentativa de influência pós-kantiana e heideggeriana de retomar a metafísica especulativa; quanto num contexto oriental, principalmente pela reinterpretação dionisiana de Vladimir Lossky, em tentativa de combater o escolasticismo "ocidental".
Nas últimas décadas, o interesse pelo Corpus Areopagiticum voltou a aumentar, por três razões principais: por causa de uma recuperação do enorme impacto do pensamento dionisiano no pensamento cristão posterior, por causa de um repúdio crescente às críticas mais antigas de que o pensamento de Dionísio representava uma abordagem fundamentalmente neoplatônica à teologia e, finalmente, pelo interesse em paralelos entre aspectos da teoria linguística moderna e as reflexões de Dionísio sobre a linguagem e a teologia negativa. 
Encontram-se, por exemplo, interpretações pós-modernistas por Derrida e Jean-Luc Marion.
Andrew Louth oferece a seguinte avaliação moderna do Areopagita:

"A visão de Dionísio/Denis é notável porque, por um lado, sua compreensão da hierarquia torna possível um rico sistema simbólico em termos do qual podemos compreender Deus e o cosmos e nosso lugar dentro dele e, por outro, ele encontra espaço dentro desta sociedade estritamente hierárquica para um escape dela, para além dela, em se transcendendo símbolos e realizando diretamente a relação com Deus como sua criatura, a criatura de seu amor. Há espaço no universo dionisiano para uma multiplicidade de formas de responder ao amor de Deus. Vale a pena explorar esse espaço: e aí, talvez, esteja o valor duradouro da visão de Dionísio/Denis, o Areopagita."

### Edições gregas
- Migne, Patrologiae Cursus Completus, Série Graeca III, (Paris, 1857) [texto grego]
- Beata Regina Suchla (ed. ), Corpus Dionysiacum, 2 vols (Berlim: Walter de Gruyter, 1990–1) [a edição crítica moderna]
- La Hiérarchie Céleste, ed. Roques R, Heil G e Gandillac M, Sources Chrétiennes 58 (Paris: Les Éditions de Cerf, 1958) [Edição crítica da Hierarquia Celestial com tradução francesa]
- Pseudo-Dionysius Areopagita, De Coelesti Hierarchia, Londres, 2012. limovia.net,ISBN 978-1-78336-010-9

### Traduções modernas
- Pseudo-Dionysius: The Complete Works, trans. Colm Luibheid (New York: Paulist Press, 1987) [A única tradução completa moderna em inglês (e a única tradução moderna em inglês da Hierarquia Celeste), baseada quase inteiramente no texto de Migne]
- Dionysius the Pseudo-Areopagite: The Ecclesiastical Hierarchy, trad. Thomas L. Campbell, (Lanham, MD: University Press of America, 1981)
- Hathaway, Ronald F, Hierarchy and the definition of order in the letters of Pseudo-Dionysius. A study in the form and meaning of the Pseudo-Dionysian writings, (The Hague, Nijhoff, 1969), [Inclui uma tradução das cartas nas pp. 130–160]
- Jones, John D, The Divine Names and Mystical Theology, (Milwaukee, 1980)
- Rolt, CE, The Divine Names and the Mystical Theology, (London: SPCK, 1920) [reimpressa comoClarence Edwin Rolt, Dionysius the Areopagite on the Divine Names and the Mystical Theology, 2004, IBIS PRESS, ISBN 0-89254-095-8]
- The Works of Dionysius the Areopagite, trans. Rev. John Parker (James Parker and Co., 1897) Internet Archive